# Wykoty
Wykoty – wieś na Ukrainie w rejonie samborskim należącym do obwodu lwowskiego.
Wieś położona w powiecie przemyskim, była własnością Andrzeja Gumowskiego, jej posiadaczem był nieznany z imienia Wisłocki, została spustoszona w czasie najazdu tatarskiego w 1672 roku. 